# سوني إكسبيريا XA1 أولترا

شعار إكسبيريا

إكسبيريا أكس A ون أولترا أو Xperia XA1 Ultra هو هاتف ذكي أنتجته شركة سوني أطلقته سوني في تاريخ مايو 2017